# Миддельфарт (коммуна)
Ми́ддельфарт (дат. Middelfart Kommune) — датская коммуна в составе области Южная Дания. Площадь — 299,93 км², что составляет 0,70 % от площади Дании без Гренландии и Фарерских островов. Численность населения на 1 января 2008 года — 37274 чел. (мужчины — 18548, женщины — 18726; иностранные граждане — 1075).

## История
Коммуна была образована в 2007 году из следующих коммун:
- Айбю (Ejby)
- Миддельфарт (Middelfart)
- Нёрре Обю (Nørre Aaby)

## Железнодорожные станции
- Айбю (Ejby)
- Гельстед (Gelsted)
- Кауслунне (Kauslunde)
- Миддельфарт (Middelfart)
- Нёрре Обю (Nørre Åby)